# Eupithecia limbata
Eupithecia limbata är en fjärilsart som beskrevs av Otto Staudinger 1879. Eupithecia limbata ingår i släktet Eupithecia och familjen mätare. Inga underarter finns listade i Catalogue of Life.